# Bárður Snæfellsás

Skulptur des Bárður in Arnarstapi (Rückseite)

Bárður Snæfellsás (altnordisch Bárðr Snæfellsáss) ist eine Sagenfigur aus dem Westen Islands. Die Saga über ihn (Bárðar saga Snæfellsáss) gehört zu den Isländersagas und spielt rund um den isländischen Vulkan Snæfellsjökull.

## Bárður als Protagonist derBárðar saga
Die Saga um Bárður weist ausgeprägte Züge von Volkssagen auf. So wird erzählt, Bárður sei einer der ersten Siedler in der Gegend um den Snæfellsjökull gewesen, aber viel größer und stärker als andere, weil er von Trollen und Riesen abstammte. Außerdem war er zauberkundig. Wie viele andere hätten auch ihn Auseinandersetzungen mit dem norwegischen König Harald Schönhaar zur Auswanderung nach Island bewogen.
Er nannte den heutigen Snæfellsjökull zunächst einmal Snjófell und gründete in der heutigen Gemeinde Hellnar einen Hof, den er Laugarbrekka nannte. Noch heute gibt es in Hellnar einen Hof dieses Namens, aber er steht an anderer Stelle als in der Saga beschrieben.
Während des Baus soll Bárður in der Höhle Sönghellir gewohnt und dort auch gesungen haben. Er badete grundsätzlich in dem schönen runden Maar Bárðarlaug („Bad des Bárður“). Aber er neigte auch zu Berserkertaten. So tötete er seine Neffen, mit denen seine Tochter gespielt hatte und dann verschollen war, indem er einen von ihnen in die Schlucht Rauðsgíl warf, sodass die Schlucht rot von seinem Blut wurde, und den anderen von Klippen herabstürzen ließ. Die vermisste Tochter tauchte allerdings später wieder auf.
Außerdem half Bárður seinem Nachbarn Ingjaldur, der im heutigen Ólafsvík siedelte, bei einem Konflikt mit einer Trollfrau aus dem Berg Enni. Schließlich verschwand er nach einem Zusammenstoß mit seinem Halbbruder im Snæfellsjökull, wo er immer noch sitzen soll und seine Schätze bewacht, die im kleinen Krater Bárðarkista, einem Teil des Bergmassivs, versteckt sind. Seitdem wurde Bárður von den Leuten der Gegend als eine Art Schutzgeist angesehen und in Not angerufen.
Der zweite Teil der Saga dreht sich um Bárðurs Nachkommen und deren Leben als Erwachsene.

## Volksglaube zu Bárður
Eine Art Gebet an Bárður, nach der ersten Zeile Bárður minn á jökli benannt, war noch Mitte des 20. Jahrhunderts auf Island weit bekannt.

## Nach Bárður benannte Örtlichkeiten

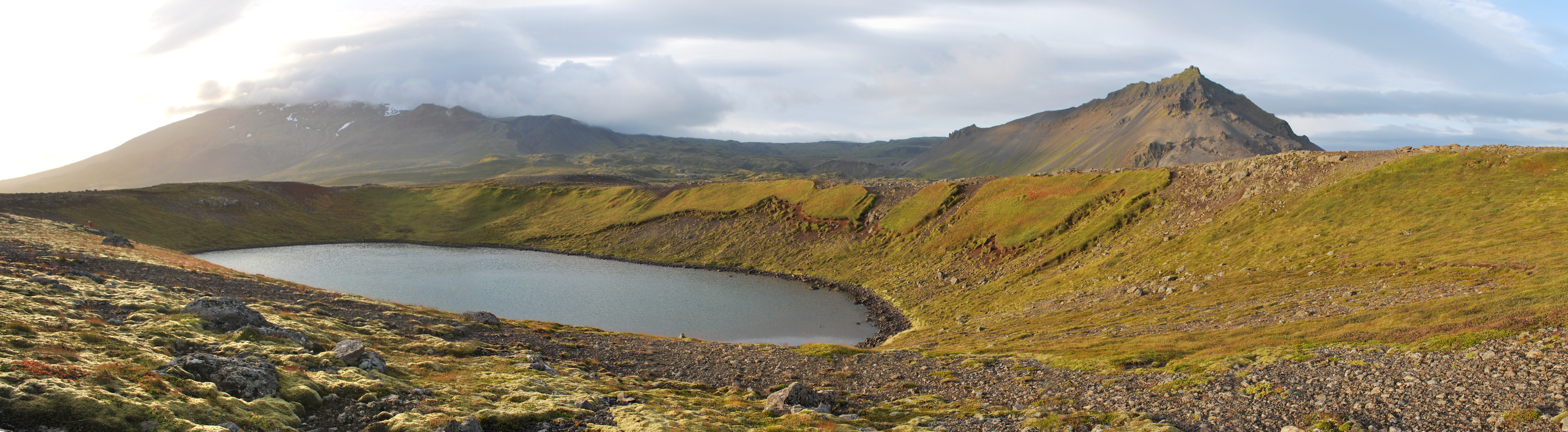
Bárðarlaug

Rund um den Vulkan findet man viele Namen, die mit dieser Figur zu tun haben, z. B. das Maar Bárðarlaug oder die beiden Krater mit Namen Bárðarkista, einer im Süden und der andere im Nordwesten des Snæfellsjökull.
Eine Statue, die ihn verkörpert, wurde von Ragnar Kjartansson entworfen und bei Arnarstapi auf Snæfellsnes aufgestellt.